# Cadlinella
Cadlinella es un género de moluscos nudibranquios de la familia Chromodorididae (babosas de mar).

## Diversidad
El género Cadlinella incluye 4 especies descritas:
- Cadlinella hirsuta Rudman, 1995
- Cadlinella ornatissima Risbec, 1928
- Cadlinella sagamiensis (Baba, 1937)
- Cadlinella subornatissima Baba, 1996

Especies cuyo nombre ha dejado de ser aceptado por sinonimia: 
- Cadlinella japonica (Baba, 1937) : aceptado como Cadlina japonica Baba, 1937